# 李德发
李德发（1953年12月28日—），河北省承德市隆化县郭家屯镇人，中国动物营养与饲料科学专家。

## 生平
1978年毕业于北京农业大学畜牧系，1989年获得美国堪萨斯州立大学博士。现任中国农业大学动物科技学院教授、院长，国家饲料工程技术研究中心主任。2013年当选为中国工程院农业学部院士。
1975年，李德发被选拔进华北农科大学（现中国农业大学）畜牧系学习。1978年9月，毕业于北京农业大学畜牧系。1986年，李德发在美国堪萨斯州立大学进修猪营养学。1989年，获美国堪萨斯州立大学动物营养与饲料加工学博士学位。
1990年4月，李德发任中国农业大学单胃动物营养代谢室主任。1993年12月，晋升为教授并担任动物科技学院副院长。1995年1月起，获博士生导师资格。1996年11月任农业部饲料工业中心主任。2000年6月，任国家饲料工程技术研究中心主任。2004年4月，任中国农业大学动物科学技术学院院长。
2008年，当选世界畜产学会（World Association of Animal Production）副主席。2010年创办中国首个畜牧领域英文刊物《J. Anim. Sci. Biotechnol.》。
2013年12月19日，李德发当选为中国工程院农业学部院士。